# اچ‌دی ۱۳۵۵۳۰
اچ‌دی ۱۳۵۵۳۰ یک ستاره است که در صورت فلکی گاوران قرار دارد.